# PrimeGrid
PrimeGrid is een distributed computing project dat draait onder het BOINC platform. Het doel van het project is het vinden van bepaalde soorten priemgetallen. PrimeGrid is ontwikkeld door Rytis Slatkevičius.

## Het project
Het project heeft een aantal subprojecten met ieder hun eigen doel.
- Twin prime search: hier wordt gezocht naar priemtweelingen van de vorm {\displaystyle (k\cdot 2^{n}-1)/(k\cdot 2^{n}+1).}
- Cullen/Woodall search: in dit project wordt gezocht naar Cullen- en Woodall-priemgetallen, van de vorm {\displaystyle n\cdot 2^{n}-1} en {\displaystyle n\cdot 2^{n}+1}
- Prime Sierpinski Project: dit sub-project helpt mee om het Sierpinski-probleem voor priemgetallen op te lossen.
- Proth Prime Search: de zoektocht naar (Proth) priemgetallen met de vorm {\displaystyle k\cdot 2^{n}+1} met {\displaystyle k} even, {\displaystyle n} een natuurlijk getal en {\displaystyle 2^{n}>k}.
- 321 Prime Search
- The Riesel Problem: dit project is overgenomen van Riesel Sieve, dat niet meer actief is.
- PrimeGen (gesloten): dit project slaat alle priemgetallen op in een lijst die wordt gepubliceerd op de website.[1]

## Resultaten
Het project heeft tot 25-12-2011 de volgende resultaten geboekt:
- Het grootst bekende Woodall-priemgetal: 3752948*23752948-1. Andere gevonden Woodall priemen zijn 2367906*22367906-1 en 2013992*22013992-1[2]
- De grootst bekende priemtweeling: 2003663613*2195000-1 en 2003663613*2195000+1[3]
- Een grotere priemtweeling en een nieuw record 2 jaar later: 65 516 468 355 × 2333 333 – 1 en 65 516 468 355 × 2333 333 + 1.
- En 2 jaar daarna weer een nieuw priemtweeling record gezet: 3 756 801 695 685 × 2666 669 – 1 en 3 756 801 695 685 × 2666 669 + 1. Deze is in 2016 gebroken